# Borís Delaunay
Borís Nikoláievich Delaunay o Delone (en ruso: Бори́с Никола́евич Делоне́) (15 de marzo de 1890 - 17 de julio de 1980) fue un matemático ruso de la etapa soviética, uno de los primeros alpinistas rusos y padre del físico Nikolái Borísovich Delone. Como matemático, ideó el algoritmo denominado triangulación de Delaunay, utilizado en el modelado de superficies definidas por puntos. 
La ortografía Delone es una transliteración directa del cirílico, a menudo utilizada en publicaciones recientes, mientras que Delaunay es la versión francesa, utilizada en antiguas publicaciones francesas y alemanas.

## Semblanza
Borís Delone heredó este apellido de un antepasado francés, oficial capturado por los rusos durante la invasión napoleónica de 1812, que era sobrino del Gobernador de la Bastilla, el marqués de Launay. Tras la guerra, decidió permanecer en Rusia, y se casó con una aristócrata perteneciente a una familia de la nobleza, los Tukhachevsky.
Durante la juventud de Borís, su familia pasaba los veranos en los Alpes, donde se aficionó al montañismo. Hacia 1913, ya se había convertido en uno de los tres mejores escaladores de Rusia. Tras la Revolución rusa,  escaló montañas en el Cáucaso y en el macizo de Altái. Uno de los picos cercanos a Beluja (de 4300 m de altura) lleva su nombre. En los años 1930, fue el primer alpinista en recibir una acreditación como Maestro de Escalada de Montaña de la URSS. El futuro laureado con el Premio Nobel de física, Ígor Tam, era su socio en la organización de campamentos turísticos de montaña.
Borís Delaunay trabajó en el campo del álgebra abstracta, la geometría de los números. Utilizó los resultados de Yevgraf Fiódorov, Hermann Minkowski, Gueorgui Voronói, y otros en su desarrollo de la cristalografía matemática moderna y en la modelización matemática general de cristales. 
Ideó en 1934 la denominada triangulación de Delaunay; los conjuntos de Delaunay también llevan este nombre en su honor. Entre sus alumnos destacados figuran los matemáticos Aleksandr Aleksándrov e Ígor Shafarévich.
Delaunay fue elegido miembro correspondiente de la Academia de Ciencias de la Unión Soviética en 1929.
También es reconocido como uno de los organizadores de la primera olimpiada matemática celebrada en Leningrado en 1934, preparada para el alumnado de los institutos de la Unión Soviética.

## Libros
- Delone, B. N.; Raikov, D. A. (1948, 1949). Analytic Geometry (2 vols.). State Technical Press. (en ruso)
- Kolmogorov, A. N., et al. (1969). Mathematics: Its Content, Methods and Meaning, chapter Analytic Geometry, by B. N. Delone. MIT Press. (traducido del ruso al inglés)